# جان کریون (بازیکن فوتبال)
جان کریون (انگلیسی: John Craven؛ ۱۵ مه ۱۹۴۷ – ۱۴ دسامبر ۱۹۹۶) بازیکن فوتبال اهل بریتانیا بود.
از باشگاه‌هایی که در آن بازی کرده‌است می‌توان به باشگاه فوتبال کریستال پالاس، باشگاه فوتبال پلیموث آرگیل، باشگاه فوتبال کاونتری سیتی، و باشگاه فوتبال بلکپول اشاره کرد.